# Fryšták
Fryšták anhörenⓘ (deutsch: Freistadtl) ist eine Stadt in Tschechien. Sie befindet sich sieben Kilometer nördlich von Zlín und gehört zum Okres Zlín.

## Geographie
Fryšták liegt am südwestlichen Fuße der Hosteiner Berge in der Freistadtler Senke am Übergang von der Mährischen Walachei zur Hanna. Nördlich erheben sich der Ondřejovsko (632 m) und die Velá (526 m), im Südwesten liegt der Zadní vrch (423 m). Östlich der Stadt befindet sich das Schloss Lešná, südlich die Talsperre Fryšták.
Nachbarorte sind Horní Ves im Norden, Vítová und Lukov im Nordosten, Velíková, Lešná und Štípa im Osten, Kostelec und Malý Kostelec im Südosten, Dolní Ves und Výlanta im Süden, Racková im Südwesten, Lukovské, Suché und Žabárna im Westen sowie Lukoveček im Nordwesten.

## Geschichte
Die erste urkundliche Erwähnung von Freystat erfolgte 1356. Die Nennung eines „… Nicolaus Luce de Freystat clerius Olomoucensis diocesis, publicus auctoritate imperiali notarius …“ ist auch im Codex diplomaticus et epistolaris Moraviae erfasst. Auf dem Hügel Skalka am nördlichen Stadtrand ist eine prähistorische Siedlungsstätte belegt. Im Zuge der Kolonisation Mährens zu Zeiten des Kanzlers Bruno von Schauenburgs entwickelte sich der Ort zum wirtschaftlichen Hinterland der landesherrlichen Burg Lukov.
Im Jahre 1382 florierte in Freystat der Handel und das Zunfthandwerk. Zu dieser Zeit besaß das Städtchen ein Badehaus und ein Schlachthaus. Zu den städtischen Privilegien gehörten das Mautrecht, Meilenrecht, Braurecht, Marktrecht und die Einsetzung eines städtischen Rates. Im 16. Jahrhundert verlieh Karl V. der Stadt die Peinliche Gerichtsbarkeit. Das Scharfrichteramt übten die Büttel von Uherské Hradiště aus.
Besitzer des der Herrschaft Lukov untertänigen Städtchens waren u. a. die Herren von Sternberg, Kuno von Kunstadt, Nekeš von Landek, Albrecht von Waldstein, Stephan Schmid von Freihofen und die Grafen von Rottal. Im Jahre 1724 kaufte Johann Friedrich II. Graf von Seilern-Aspang die Herrschaft Lukov mit Fryšták, Kralice und zahlreichen zugehörigen Dörfern. 1750 wurde die herrschaftliche Güteradministration in das Dorf Lukov verlegt und die Burg Lukov verfiel. In Fryšták selbst gab es nur einen barocken Amtshof, der heute ebenfalls verfällt. Die Grafen Seilern-Aspang errichteten sich 1887 bis 1894 östlich der Stadt das Schloss Lešná als neuen Herrschaftssitz.
1814 brach in Fryšták ein großer Stadtbrand aus. Der Wiederaufbau ging mit einem Stadtumbau daher, und die hölzernen Gebäude verschwanden aus dem Stadtbild. Nach der Aufhebung der Patrimonialherrschaften bildete Fryšták / Freistadtl ab 1850 eine Stadtgemeinde im Bezirk Holleschau. 1927 richteten die Salesianer Don Boscos in Fryšták ihre erste Niederlassung in der Tschechoslowakei ein.
1950 wurde die Stadt zum Okres Gottwaldov-okolí umgegliedert und die Gemeinden Dolní Ves und Horní Ves eingemeindet. Im Rahmen der Aktion K erfolgte im selben Jahre die Auflösung des Hauses der Salesianer, das zuvor als Verwaltungssitz der tschechoslowakischen Provinz unter Ignác Stuchlý gedient hatte. Im Zuge der Gebietsreform von 1960 kam die Stadt am 1. Jänner 1961 zum Okres Gottvaldov, der 1990 wieder den Namen Zlín zurückerhielt. Seit 1961 ist auch Vítová ein Ortsteil von Fryšták. Im Jahre 1996 erfolgte die Wiedererrichtung des Mutterhauses der Salesianer unter der Bezeichnung Ignác-Stuchlý-Haus.

## Stadtgliederung

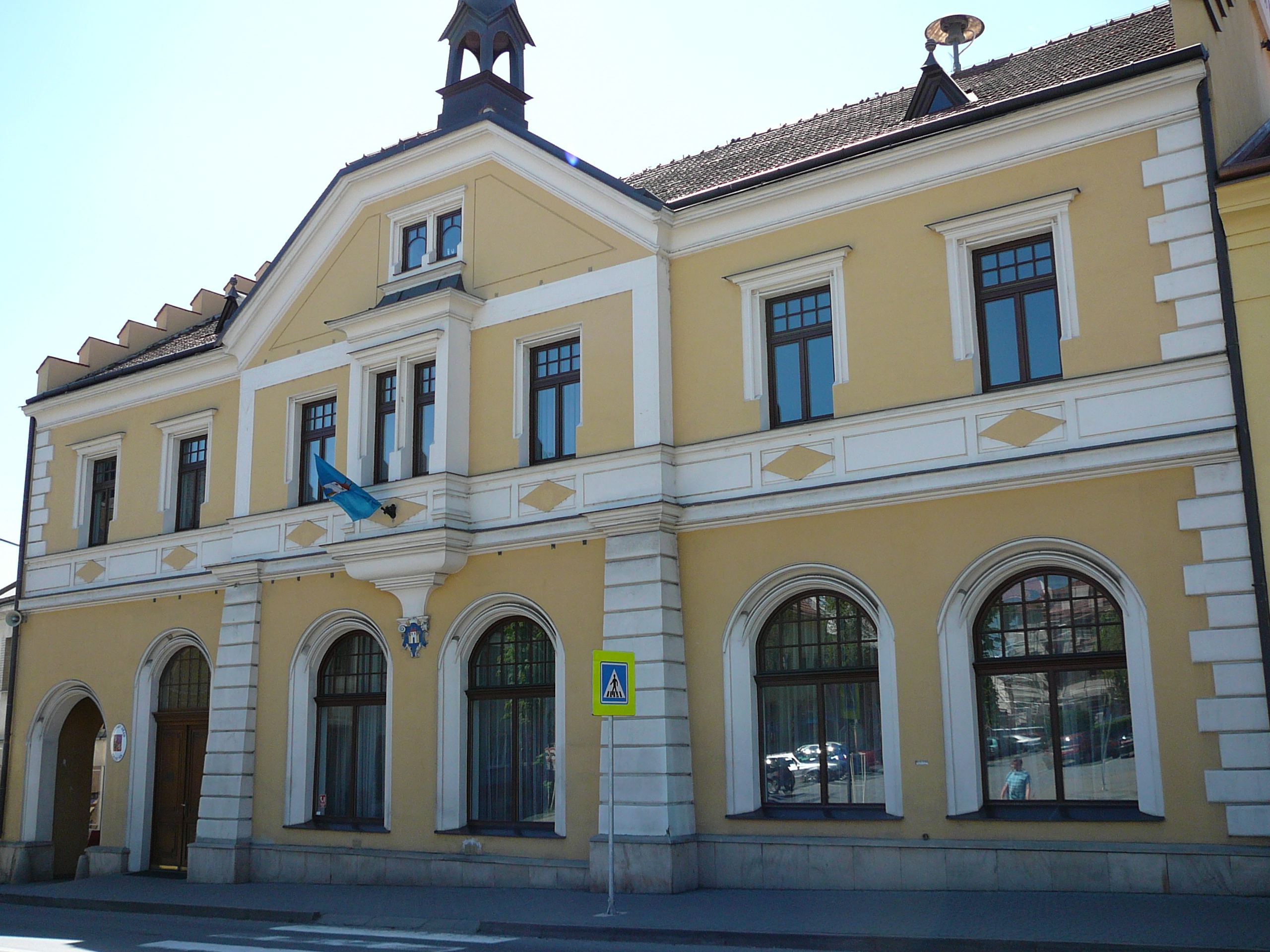
Rathaus von Fryšták / Freistadtl

Die Stadt Fryšták besteht aus den Ortsteilen Dolní Ves (Unterdorf), Fryšták (Freistadtl), Horní Ves (Oberdorf) und Vítová (Veit) sowie den Ansiedlungen Lukovské, früher Zadní Ves (Hinterdorf), Suché (Suchy), Výlanta und Žabárna (Ober Kuczowanitz).

## Sehenswürdigkeiten
- Kirche St. Nikolaus, das Bauwerk entstand im 18. Jahrhundert im Barockstil anstelle eines Vorgängerbaus aus dem 14. Jahrhundert. 1820 wurde sie umgebaut und mit einem Turm mit Zwiebeldach versehen. Bis 1715 wurde die Kirche als Grablege der Burgherren von Lukov genutzt
- Pfarrhaus
- Ignác-Stuchlý-Haus (Dům Ignáce Stuchlého) der Salesianer
- Schloss Lešná und Zoo Zlín-Lešná, östlich der Stadt
- Talsperre Fryšták

## Söhne und Töchter der Stadt
- Břetislav Bakala (1897–1958), Komponist und Dirigent
- Dalibor Brázda (1921–2005), Komponist und Dirigent
- Hanuš Domanský (1944–2021), Komponist
- Alois Holík (* 1947), Radrennfahrer
- Ludvík Jadrníček (1863–1954), Maler und Schriftsteller
- Jaroslav Kvapil (1892–1958), Komponist
- Karel Pekárek (1911–1966), Ethnograph und Pädagoge